# كوجي آبي
كوجي آبي (باليابانية: あべこうじ) هو ممثل هزلي ‏ وشاعر ياباني، ولد في 19 فبراير 1975 في يوكوهاما في اليابان.